# Nonacloreto de nonaboro
O nonacloreto de nonaboro ou nonaclorononaborano(9) é um composto químico de boro e cloro com a fórmula química B
9Cl
9
. Esse cluster de subcloreto de boro é um 
sólido volátil laranja-vermelho muito oxidante e sensível ao ar e à umidade. É termicamente mais estável do que outros clusters relacionados, tais como B
4Cl
4 e B
8Cl
8
 Nessa estrutura, os átomos de boro se organizam nos vértices de um prisma triangular tricapado (um poliedro derivado do prisma de base triangular, com um vértice adicional sobre cada face quadrada).

## Estrutura

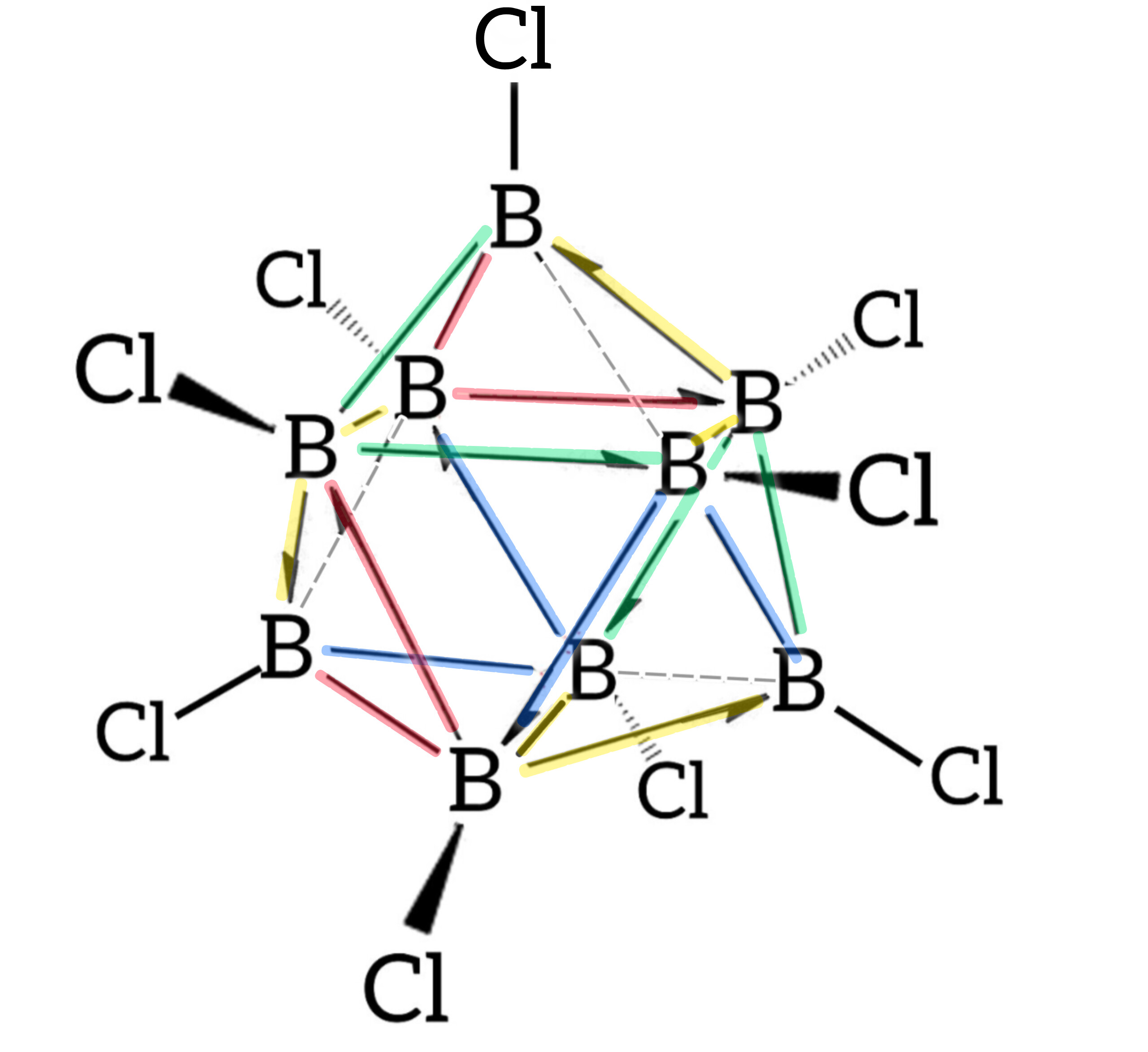
Estrutura de uma das formas canônicas de ressonância possíveis do nonacloreto de nonaboro (I), mostrando as ligações tricentradas com dois elétrons representadas pela notação de traço e meia-seta de Parkin. A estrutura possui nove ligações 3c-2e (mostradas aqui sombreadas em cores distintas para melhor visualização), e cada uma delas ocupa duas arestas do poliedro (18 das 21 arestas). As três arestas restantes (representadas por traços pontilhados) são "vínculos vazios", isto é, não são ocupadas por ligações nesta estrutura canônica, mas podem ser em outras formas canônicas.

O cluster apresenta uma estrutura em forma de um prisma triangular tricapado, que pode ser considerada como derivado de um prisma de base triangular com três vértices adicionais sobre as três faces quadradas. Os nove átomos de boro se organizam nos vértices desse poliedro, e cada um está ligado a um átomo de cloro por uma ligação covalente simples B–Cl. Cada átomo de boro encontra-se ligado a quatro ou cinco boros vizinhos. 
As ligações químicas entre os átomos de boro dentro do esqueleto poliédrico não podem ser explicadas em termos de ligações covalentes comuns (dois centros-dois elétrons, 2c-2e), pois cada átomo de boro na estrutura possui apenas dois elétrons remanescentes (além do seu terceiro elétron já envolvido na ligação B–Cl) para efetuar suas ligações, porém encontra-se ligado a quatro ou cinco átomos de boro vizinhos na estrutura poliédrica, fazendo com que cada B se ligue a cinco ou seis outro átomos (inclusive o Cl). Caso essas ligações fossem ligações covalentes comuns, cada boro estaria realizando mais ligações do que o seu octeto permite (que seria no máximo quatro), o que não é possível para elementos do segundo período da tabela periódica. Além disso, com apenas três elétrons de valência, o boro não tem elétrons suficientes para completar o seu octeto apenas realizando ligações covalentes convencionais dentro do esqueleto poliédrico. Portanto, as ligações dentro dessa gaiola são melhor descritas em termos de ligação três centros dois elétrons (3c-2e), em que um único par de elétrons é compartilhado entre três átomos em vez de dois. Esse tipo de ligação é frequente em compostos contendo átomos deficientes em elétrons, e não violam a regra do octeto.
O nonacloreto de nonaboro pode ser considerado como um derivado completamente clorado do composto hipotético hipercloso-nonaborano(9) (B
9H
9
), que, por sua vez, seria um derivado por oxidação da espécie química dianiônica estável B
9H2–
9
. Embora o nonaborano(9) neutro (e outros hiperclosoboranos) não seja uma espécie química estável (devido à sua estrutura eletrônica antiaromática), seus derivados per-halogenados tais como B
9Cl
9, B
9Br
9 etc
 são compostos estáveis devido à doação parcial de densidade eletrônica dos pares de elétrons não-ligantes dos átomos de halogênio para o núcleo poliédrico por ressonância, o que confere ao poliedro de átomos de boro um certo caráter aromático estabilizador (isso não é possível para o borano neutro parental, já que o átomo de hidrogênio não tem pares de elétrons não-ligantes para doar).[carece de fontes?]
O estado de oxidação de cada átomo de boro nesse composto é +1.

## Síntese
B
9Cl
9
, tal como outros oligômeros de subcloretos de boro, pode ser obtido a partir da reação de dismutação do tetracloreto de diboro (B
2Cl
4
) sob aquecimento:
9B
2Cl
4 —> B
9Cl
9 + 9BCl
3
Os diferentes produtos co-produzidos são separados por sublimação a vácuo.
O nonacloreto de nonaboro também se forma a partir da reação de rearranjo térmico do octacloreto de octaboro (juntamente com outros clusters maiores como  B
10Cl
10 e B
11Cl
11
). Por causa disso, ambos os subcloretos são uma impureza comum nas amostras um do outro.
 9B
8Cl
8
 {\displaystyle \rightleftharpoons } 8B
9Cl
9

B
9Cl
9
 também pode ser preparado com alto rendimento tratando B
10Cl
10
 e/ou B
11Cl
11
 com cloro a 135°C.
B
10Cl
10 + Cl
2  →  B
9Cl
9 + BCl
3
B
11Cl
11 + 2Cl
2  →  B
9Cl
9 + 2BCl
3
B
9Cl
9
 também pode ser obtido pela cloração do decaborano por alguns agentes clorantes como o hexacloroetano (C
2Cl
6
) ou mesmo o cloro em condições controladas:
3B
10H
14 + 13C
2Cl
6  →  3B
9Cl
9 + 3BCl
3
 + 42HCl + 26C
Outra rota de síntese explora a reação simultânea de cloração e oxidação do ânion closo-nonaboranato, B
9H2–
9
, pelo cloreto de sulfurila em SO
2
 líquido:
B
9H2–
9 + 10SO
2Cl
2  →  B
9Cl
9 + 2Cl– + 9HCl + 10SO
2

## Reatividade
Assim como no caso de B
8Cl
8
, o B
9Cl
9

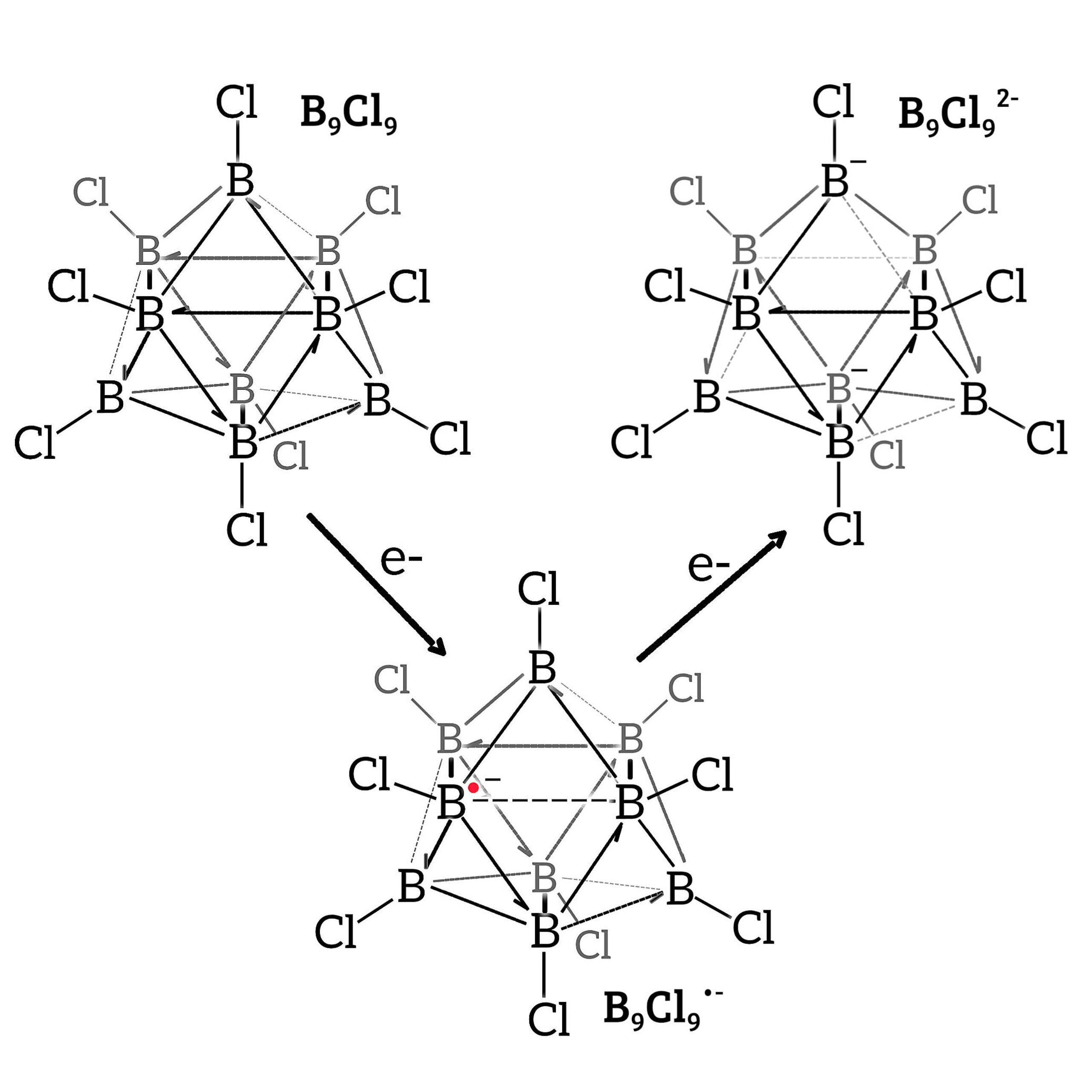
B_{9}Cl_{9} é um forte agente oxidante, sofrendo facilmente redução para o diânion mais estável e incolor B_{9}Cl_{9}^{2–}, através de um intermediário radicalar relativamente estável B_{9}Cl_{9}^{•–}.

 também é um forte agente oxidante, sofrendo facilmente redução por compostos redutores como os sais do íon iodeto para formar as espécies aniônicas B
9Cl
9
•- (um ânion-radical livre de cor marrom relativamente estável) e o diânion incolor B
9Cl2–
9
. O ânion-radical é uma espécie química incomum por ser notoriamente estável, a ponto de se poder isolar seus sais, porém é menos estável frente à desproporção do que a forma aniônica radicalar do B
8Cl
8
.
B
9Cl
9
 + e–
  → 
 B
9Cl
9
•– + e–
  →  B
9Cl2–
9

Ao ser dissolvido em acetonitrila, o nonacloreto de nonaboro reage para formar uma solução do sal de acetonitrílio do ânion-radical, concomitante com o acoplamento radical de duas moléculas de acetonitrila oxidadas para formar succinonitrila:
2B
9Cl
9 + 4CH
3—C≡N  →  2[CH
3—C≡NH]+[B
9Cl
9]
•– + N≡C—CH
2—CH
2—C≡N

Tal como o octacloreto de octaboro, o nonacloreto de nonaboro também é sensível à umidade, mesmo traços de água presentes na solução. Esses traços de umidade causam a mudança de cor da solução (alaranjada) para a cor da forma radicalar aniônica (marrom). B
9Cl
9
 também é susceptível a reação de redistribuição, com formação de outros clusters de subcloretos como B
8Cl
8, B
10Cl
10 e B
11Cl
11
, que são impurezas comuns em amostras desse composto.

## Compostos relacionados
O nonabrometo de nonaboro, B
9Br
9
, é um sólido vermelho. O nonaiodeto de nonaboro B
9I
9
 é preto..
Alguns compostos derivados são produtos de redução baseados no diânion B
9Cl2–
9
. Vários sais bastante estáveis são conhecidos. O ácido correspondente, H
2[B
9Cl
9]
, é um superácido. Compostos contendo o ânion radical parcialmente reduzido B
9Cl
9
•– também são conhecidos.
Embora o borano parental hipotético B
9H
9
 não seja conhecido (e teorizado como sendo muito instável), sais do ânion B
9H2–
9
 incolor são bem caracterizados.